# Étienne François Maurice Guérin
Pour les articles homonymes, voir Maurice Guérin et Guérin.
 (avril 2017).
Si vous disposez d'ouvrages ou d'articles de référence ou si vous connaissez des sites web de qualité traitant du thème abordé ici, merci de compléter l'article en donnant les références utiles à sa vérifiabilité et en les liant à la section « Notes et références ».
Maurice Guérin, né le 19 novembre 1861 à Grandpré et mort le 15 septembre 1951 à Paris, est un général de division français, commandant la 15e division d'infanterie coloniale de 1916 à 1919.

## Famille
Étienne, François, Maurice Guérin est né le fils de Gérard, Antoine, Hyacinthe Guérin, docteur en médecine et de Victoire, Augustine, Amélie Percebois. Il se marie le 11 août 1896 avec Mlle Anne Marie Hélène Raulin.

## Carrière militaire
Le 28 décembre 1882 il s'engage comme simple soldat au 69e régiment d'infanterie. Le 31 octobre 1884, il est admis à l'École de Saint-Cyr, 69e promotion dite promotion de Foutchéou.
Le général Guérin a combattu au Tonkin (1887-1890, 1902-1910) et au Dahomey (Bénin) en 1893-1894.

### Guerre 1914-1918
À l'entrée en guerre, le colonel Guérin commande le 1er régiment d'infanterie coloniale, appartenant à la 3e division d'infanterie coloniale du général Raffenel. Le 1er RIC est décimé lors de la bataille de Rossignol, le 22 août 1914. 300 hommes à peine échappent aux Allemands (sur 2 800). À partir du 27 avril 1915, le colonel Guérin est chargé de constituer une division, dite « DI provisoire GUERIN », rattachée au 1er CA de la Ve armée.
Du 19 novembre 1915 jusqu’à la fin de la guerre, Le général GUERIN  commandera la 15e division d’infanterie coloniale, composée notamment des 2, 5 et 6e RIC. Cette division s’illustrera dans la deuxième bataille de Champagne (moulin de Souain) en 1915, puis dans la bataille de la Somme en 1916 (à Barleux et Belloy-en-Santerre). En 1917, la 15e DIC sera engagée sur le chemin des Dames (avril/mai) et à Verdun (du 25/10 au 6/11). Enfin, en 1918, cette division se distinguera avec la 1re armée US dans la réduction du saillant de Saint-Mihiel, le 8 août aux Éparges, et du 7 au 10 novembre dans les Hauts de Meuse.
Le 2 septembre 1918 il est cité à l'ordre de l'armée.
Ordre général de la 15e division coloniale.
Par ordre général no 463, en date du 3 mars 1919, le général Guérin, commandant la 15e division coloniale, écrit ce qui suit : 
Mes vaillants amis,
Notre belle division arrive au terme de sa brillante carrière. Formée dans l'Argonne, en juin 1915, de vaillants régiments dont les exploits ne se comptaient déjà plus, elle a pris, dans la formidable lutte engagée pour le salut de la France, une superbe part. Création de guerre, née dans la bataille et pour la bataille, ayant pour unique mission de faire la guerre, elle ne pouvait plus exister après la Victoire. Plus favorisée que bien d'autres, elle a eu l'heureuse fortune, au cours de sa courte destinée, de n'éprouver aucun revers; elle a remporté de magnifiques succès. Tel un brillant météore dont la course est sillonnée d'éclairs, elle a semé sa route des plus éclatants faits d'armes. Elle termine sa carrière dans une auréole de gloire, sur le Rhin, au cœur même de l'Allemagne vaincue. Troupe de première ligne, d'un dévouement à toute épreuve, toujours sur la brèche, aussi héroïque et tenace dans la défense qu'intrépide et impétueuse dans l'attaque, elle s'est illustrée dans les batailles les plus mémorables : en Argonne, en Champagne, dans l'Oise et dans la Somme, au Chemin des Dames, en Lorraine, à Verdun, en Picardie, aux Eparges, sur les Hauts-de-Meuse. Ces noms fameux sont dans toutes les mémoires; ils resteront dans l'Histoire. Ils nous rappelleront les années glorieuses passées ensemble au milieu de cette belle et grande famille que fut pour nous la 15e division coloniale. Vous en conserverez le souvenir avec un légitime orgueil et, si la patrie a encore besoin de faire appel au dévouement de ses enfants, vous serez les premiers à répondre : Nous voilà! Vive la France! 
Signé : Général GUÉRIN

### Grades
- 28/12/1882 : soldat
- 31/10/1884 : élève officier à l'École spéciale militaire de Saint-Cyr
- 12/09/1886 : sous-lieutenant d'infanterie
- 28/03/1889 : lieutenant
- 26/01/1895 : capitaine
- 01/10/1902 : chef de bataillon
- 29/12/1907 : lieutenant-colonel
- 24/06/1912 : colonel
- 1916 : général de brigade
- 1918 : général de division

### Postes
- 1882 : soldat au 69e régiment d'infanterie
- 1886 : sous-lieutenant d'infanterie au 4e RIMa
- 1887 : sous-lieutenant au 3e RTT
- 1891 : lieutenant au 2e RTT
- 1889 : lieutenant au 1er régiment d'infanterie de marine
- 1890 : lieutenant au 5e régiment d'infanterie de marine
- 1891 : lieutenant-instructeur à l'École militaire d'infanterie
- 1893 : lieutenant d'état-major au Bénin
- 1894 : lieutenant au 7e régiment d'infanterie de marine
- 1906 : chef de bataillon au 23e RIC
- 1910 : lieutenant-colonel d'état-major en Indochine
- 1913 : colonel au 5e RIC
- 1913 : colonel commandant le 1er RIC
- 1916 : général de brigade commandant la 19e brigade d'infanterie coloniale
- 1916 : général de division commandant de la 15e DIC
- 1919 : adjoint au général inspecteur des contingents indigènes des troupes coloniales
- 1923 : membre du Comité consultatif de la défense des colonies.

### Décorations
|  |  |
|  |  |

#### Intitulés
- Légion d'honneur : chevalier (31/10/89), officier (31/10/13), commandeur (12/07/16), grand officier (12/07/23)[2]
- Ordre des Palmes académiques
- Médaille commémorative du Tonkin
- Médaille commémorative de l'expédition du Dahomey